# La Bergère de la rue Monthabor
La Bergère de la rue Monthabor est une comédie-vaudeville en 4 actes d'Eugène Labiche et Alfred Delacour, représentée pour la première fois à Paris au Théâtre du Palais-Royal le 1er décembre 1865.
Elle a paru aux éditions Dentu.

## Distribution
| Acteurs et actrices ayant créé les rôles |                   |
| Personnage                               | Acteur ou actrice |
| Moulinfrou                               | Geoffroy          |
| Goderleau                                | Lhéritier         |
| Eusèbe Goderleau, son fils               | Brasseur          |
| Henri, artiste peintre                   | Priston           |
| Tabardon, notaire                        | M. Mercier        |
| Polydore, concierge                      | Lassouche         |
| Gaston                                   | M. Maillard       |
| Adélaïde Moulinfrou                      | Félicia Thierret  |
| Augustine, fille de Moulinfrou           | Mlle Massin       |
| La baronne de Sennely                    | Mlle E. Brache    |
| Constance, femme de chambre              | Emilie Paurelle   |
| Une dame du buffet                       | Mlle Marguerite   |
| Un garçon de café                        | M. Félicien       |
| Une Pierrette                            | Mlle Blanche      |
| Une marquise                             | Mlle Hortense     |
| Un pèlerin                               | M. Paul           |
| Un jockey                                | M. Maillard       |